# Asphalt 3D
Asphalt 3D è un simulatore di guida per Nintendo 3DS. Diretta conversione di un gioco Android e Apple iOS: Asphalt 6: Adrenaline, Asphalt 3D include diciassette tracciati e quaranta veicoli con licenza ufficiale. È uno degli otto giochi Ubisoft che seguirono l'uscita del 3DS. Il gioco possiede ben 42 veicoli (di cui tre sbloccati dall'inizio)

## Accoglienza
Il gioco ha ricevuto numerose critiche negative, molte delle quali riguardanti i numerosi bug, la scarsa qualità grafica, il sistema di controllo ed un basso framerate.